# Cicindela restricta
Cicindela restricta is een keversoort uit de familie van de loopkevers (Carabidae). De wetenschappelijke naam van de soort is voor het eerst geldig gepubliceerd in 1828 door Fischer von Waldheim.